# Línea 146 (Rosario)
Línea 146 fue una línea de transporte urbano de pasajeros de la ciudad de Rosario, Argentina. El servicio está actualmente operado por Rosario Bus cubierto parcialmente bajo la denominación de Línea 130 146 debido al estado de emergencia en el transporte ocasionado por la pandemia.
Anteriormente el servicio de la línea 146 era prestado desde sus orígenes y bajo la denominación de línea 200 por C.O.R.T.A., luego por Empresa Zona Sud S.R.L. (nombrándose línea 200 Negra, que luego de 1986 pasa a llamarse línea 146), U.T.E. Martin Fierro S.A., y finalmente Rosario Bus.
Su recorrido cubre el antiguo recorrido de las líneas 108, 109 y 146.

## Ramales
Esta línea posee dos ramales diferenciados por colores: Rojo y Negro.

## Recorridos

### 146
Servicio diurno y nocturno.
|  |  | KBHFa |

|  | KBHFa | STR |  |

|  | STRl | ABZg+r |  |

|  |  | BHF |

|  |  | KRZu |

|  |  | BHF |

|  |  | BHF |

|  |  | BHF |

|  |  | STR+lBUEq |

|  | BUS2 | DST |  |

|  |  | BHF |

|  |  | BHF |

|  | STR+l | ABZgr |  |

| CONTf | BHF | STR |  |

| CONTf | BHF | STR |  |

|  | STR | BHF | CONTg |

|  | STR | BHF | ARCH |

| CONTf | BHF | STR |  |

| BUS2 | DST | STR |  |

|  | STR | BHF | CONTg |

| CONTf | BHF | STR |  |

|  | STR | BHF | CONTg |

| BUS2 | BHF | STR |  |

|  | STR | BHF | CONTg |

|  | STR | BHF | CONTg |

|  | STR | BHF | CONTg |

| CONTf | BHF | STR |  |

|  | STRl | ABZg+r |  |

|  |  | BHF |

|  |  | BHF |

|  |  | BHF |

|  |  | BHF |

|  |  | BHF |

|  |  | STR+lBUEq |

|  |  | BHF |

|  |  | BHF |

|  |  | BHF |

|  |  | BHF |

|  | STR+l | ABZgr |  |

|  | KBHFe | BHF |  |

|  |  | BHF |

|  |  | KBHFe |